# Sardinka obecná
Sardinka obecná (Sardina pilchardus) je mořská ryba z čeledi sleďovitých.

## Popis
Sardinka obecná má protáhlé tělo, které je v průřezu oválné. Dorůstá maximální délky 27 cm. Žaberní víčko má 3–5 zřetelných rýh, které směřují dolů. Žaberní tyčinky se pod ohbím prvního žaberního oblouku nezkracují, vrchní skupina nepřekrývá spodní.
Hřbetní ploutev (tvrdé paprsky): 0 – 0; hřbetní ploutev (měkké paprsky): 13 – 21, paprsky se postupně zkracují; řitní ploutev (tvrdé paprsky): 0; řitní ploutev (měkké paprsky): 12 – 23, poslední dva paprsky jsou delší než předcházející. Ocasní ploutev je znatelně hluboce vykrojená.

## Chování
Sardinka obecná je pelagicko-neritická mořská ryba. Žije v hejnech v hloubkách od 10 do 100 metrů, obvykle se zdržuje v hloubkách 25 až 100 metrů – od pobřeží po okraj pevninského šelfu. V noci vystupuje více k hladině do hloubek 10 až 35 metrů.

## Rozmnožování
Dospívá při velikosti kolem 14,8 cm. Tře se na otevřeném moři nebo při pobřeží v hloubkách 20 až 25 metrů. Na samici připadá 50 000 až 60 000 jiker o průměru 1,5 mm.

## Rozšíření
Sardinka obecná žije v severním Atlantiku – v Severním moři, jižně k Bay de Gorée v Senegalu, ve Středozemním moři (běžně v západní části a v Jaderském moři, méně ve východní části), v Marmarském a Černém moři.

## Význam
Sardinka obecná je hospodářsky významný druh. Prodává se čerstvá, mražená a konzervovaná. Používá se sušená, solená i uzená. Je možné ji smažit, grilovat nebo připravovat v mikrovlnné troubě.